# MAZDA ミュージック・ビークル
MAZDA MUSIC VEHICLE（マツダ ミュージック ビークル）は、広島FMで放送されている音楽番組である。

## 概要
1999年4月、それまでの『マツダ サウンド・マガジン』の後番組として開始。引き続き広島県に本社および工場があるマツダの一社提供で、洋楽のヒット曲と広島県内のドライブ情報を放送する。
2009年3月までの長きに渡って、防府市の工場を置くなどつながりも深い山口県のFM山口でも前番組に引き続き放送されてきた。しかし山口の情報については、東部方面のものが時たま放送されるだけであった。その山口では2021年5月より競合他社であるスズキ自販山口の番組を放送している（かつては土曜12時台に放送枠を持っていたが、いったん撤退後時間と形を変えて再開）。
また、1999年4月4日～2007年3月25日まで、日曜10時台に全国ネットの『MAZDA SUPER SUNDAY』『MAZDA MUSIC JAM』が放送され、広島・山口エリアでは週末にマツダ提供の番組が放送されていたことになる。

## 放送時間
毎週土曜 11:00-11:55

## DJ
- 初代：山本修治（1999年4月 - 2001年3月）※『サウンド・マガジン』からの続投
- 2代目：広田稔（2001年4月 - 2005年9月）
- 3代目：永松ケンシ（2005年10月 - ）